# فرانك كليفورد (طبيب)
كان فرانك كليفورد روز (مولود في روزنبرغ، 29 أغسطس 1926 - 1 نوفمبر 2012) طبيب أعصاب بريطاني، نشط في كثير من المجلات والجمعيات المتعلقة بالعلوم العصبية وتاريخها، وأسهمت أبحاثه في فهم أمراض العصبون الحركي والسكتة الدماغية والشقيقة (الصداع النصفي). طور خدمة إسعاف للسكتة الدماغية في حالات الطوارئ تسمح بإجراء تصوير عصبي مبكر، ما أتاح الكشف عن الأذية الدماغية القابلة للعكس. في عام 1974، أسس ما سيسمى لاحقًا عيادة الأميرة مارغريت للشقيقة، وهي عيادة متخصصة بالصداع في مستشفى تشارينغ كروس، وأصبح في عام 1965 أول استشاري أمراض عصبية مُعيّن.
أكمل روز التدريب العصبي المبكر في المستشفى الوطني لطب وجراحة الأعصاب في كوين سكوير، وعمل بعد ذلك في الولايات المتحدة وباريس، ثم في مستشفى سانت جورج في هايد بارك كورنر ومستشفى أتكينسون مورلي. وشغل بعد ذلك مناصب استشارية في لندن.
شغل فرانك منصب أمين الصندوق العام للاتحاد العالمي لطب الأعصاب (دبليو إف إن)، وأول رئيس تحرير لمجلة علم الأعصاب العالمي، والمحرر المؤسس لمجلة تاريخ العلوم العصبية، والرئيس المؤسس لمجموعة أبحاث دبليو إف إن عن تاريخ علوم الأعصاب. شارك في تحرير مجلة الصداع الفصلية خلال أكثر من 20 عامًا، وكان رئيس تحرير مجلة الوبائيات العصبية ومعاملات الجمعية الطبية في لندن خلال ثمانينيات القرن العشرين، وكتب كثيرًا من الكتب.

## النشأة والتعليم
وُلد فرانك كليفورد روزنبرغ، المعروف أيضًا باسم إف سي آر بين طلابه، في 29 أغسطس 1926 في لندن، والداه يهوديان، هاجرا من فالتيسيني، رومانيا، في عام 1913 واستقرا في الطرف الشرقي من لندن، حيث امتلكا متجرًا للدراجات. كان لدى روز ستة أشقاء أكبر سنًا والتحق بمدرسة المؤسسة المركزية للبنين في شارع كوبر، وأُجلي في سن 13 عامًا عندما اندلعت الحرب العالمية الثانية.
حصل على منحة دراسية لدراسة الطب في كينغز كوليدج في لندن للدراسة قبل السريرية، ثم درس السنوات السريرية في مستشفى وستمنستر، حيث اكتسب ثقة سويثن بيندر ميدوز، أحد أطباء الأعصاب المشهورين في وستمنستر. ربما كان اللقاء بينهما سبب اهتمام روز لاحقًا بطب العيون العصبي، فقد أثار إعجاب ميدوز حين شخص الضمور البصري الأولي وهو طالب. حصل على المؤهل في عام 1949 وفي ذلك الوقت أصبح معروفًا باسم روز.

## الحياة المهنية
في بداية تدريبه الطبي، عمل روز في تخصصات طب الأطفال والطب العام وأمراض القلب والأمراض الرثوية. في عام 1955، عاد إلى مستشفى وستمنستر بصفة مسجل طبي أول ومدرس سريري. بين عامي 1957 و1960، شغل مناصب تدريبية في المستشفى الوطني لطب وجراحة الأعصاب في كوين سكوير، ثم عُين بصفة مسجل أول في طب الأعصاب في مستشفى سانت جورج في هايد بارك كورنر، حيث عمل تحت إشراف طبيب الأعصاب دينيس ويليامز، وفي مستشفى أتكينسون مورلي، وهو جزء من مستشفى سانت جورج، حيث ذاع صيته من خلال عمله مع جراح الأعصاب ويلي ماكيسوك.
تدرب في عام 1960 في جامعة كاليفورنيا، سان فرانسيسكو، تحت إشراف طبيب الأعصاب روبرت بي إيرد لمدة ستة أشهر، ثم أمضى ثلاثة أشهر في مستشفى بيتي سالبيترير في باريس في العام التالي. في عام 1963، بعد أن رفض وظيفة في جامعة روتشستر، عاد إلى إنجلترا ليصبح استشاريًا في طب الأعصاب في وحدة طب العيون الملكية في مستشفى لامبيث، حيث كان عضوًا في فريق من ثلاثة أطباء منهم جيرينت جيمس. واستمر بالعمل المتقطع في مستشفى سانت توماس. في عام 1965 أصبح أول استشاري في طب الأعصاب في مستشفى تشارينغ كروس، حيث أسس وحدته الأكاديمية. وعمل أيضًا في عيادته الخاصة في شارع هارلي.
اهتم روز بطب العيون العصبي وأسهمت أبحاثه في فهم علم الحبسات. قدم مساهمات كبيرة في تدبير أمراض العصبون الحركي والسكتة الدماغية والشقيقة، وهي ثلاثة مجالات في طب الأعصاب زادت أهميتها بمرور الوقت. طور خدمة إسعاف للسكتة الدماغية في حالات الطوارئ أتاحت التصوير العصبي المبكر، ما سمح بالكشف المبكر عن الأذية الدماغية القابلة للعكس. في عام 1974، أنشأ عيادة متخصصة للصداع في تشيرينغ كروس. بعد ست سنوات، أنشأ عيادة الأميرة مارغريت للشقيقة، وهي خطوة أيدها صديقه ماكدونالد كريتشلي. لاحظ أيضًا العلاقة بين استخدام الكحول والصداع، بعد دراسته تأثير النبيذ الأحمر على مرضى الشقيقة الحساسة للنبيذ الأحمر المختارين مسبقًا، وذكر أن النبيذ الأحمر يمكن أن يؤدي إلى الشقيقة، ولكن أي كحول يمكن أن يثير الصداع.

## أدوار أخرى
كان روز أمين الصندوق العام للاتحاد العالمي لطب الأعصاب (دبليو إف إن) في رئاسة جون والتون. كان أول رئيس تحرير لطب الأعصاب العالمي، والمحرر المؤسس لمجلة تاريخ العلوم العصبية، والرئيس المؤسس لمجموعة أبحاث دبليو إف إن عن تاريخ العلوم العصبية. شارك في تحرير مجلة الصداع الفصلية من عام 1980 إلى عام 2001 وكان رئيس تحرير مجلات علم الأوبئة العصبية من عام 1984 إلى عام 1990 والجمعية الطبية في لندن من عام 1980 إلى عام 1986.
أدى دورًا مهمًا في تأسيس الجمعية الدولية لتاريخ العلوم العصبية. من عام 1987 إلى عام 1995، كان رئيسًا لجمعية أمانة الشقيقة. بين عامي 1988 و 1991، كان المستشار الطبي لجمعية أمراض العصبونات الحركية، وهي منظمة شارك في تأسيسها، وكان رئيسًا للجنة الأبحاث فيها. في عام 1992، أصبح عضوًا فخريًا في الجمعية العصبية في تايلاند، والجمعية النمساوية لعلم الأعصاب والجمعية المكسيكية لدراسة الصداع.
في كتابه علم أعصاب الفنون: الرسم والموسيقى والأدب (2004)، أدرج المشكلات الطبية المحتملة لدى فان غوخ. شارك مع ماريك غاويل في تأليف كتاب موجه للمرضى عنوانه الشقيقة الحقائق. شارك روز في تأليف وتحرير أكثر من 70 مجلدًا من الكتب، كان آخرها تاريخ علم الأعصاب البريطاني، الذي نُشر في عام 2011.

## الجوائز والتكريمات
في عام 1983، انتُخب روز رئيسًا للجمعية الطبية في لندن، وفي عام 1990 أصبح رئيسًا لقسم العلوم العصبية السريرية في الجمعية الملكية للطب. كان أيضًا عضوًا في نادي أوسلر في لندن، وكان عضوًا في الجمعية المبجلة للصيادلة.
في عام 1986، حصل روز على جائزة الطبيب المتميز من الجمعية الأمريكية لدراسة الصداع. حصل على جائزة هارولد وولف مرتين. في عام 2002، حصل على جائزة الإنجاز مدى الحياة من الجمعية الدولية لتاريخ العلوم العصبية.

## الحياة الشخصية
بعد ثلاثة أيام من عودته من رحلة إلى الولايات المتحدة في عام 1963، التقى روز بالموسيقية أنجيلا جولييت هالستيد. تمت خطوبتهما بعد أسبوعين وتزوجا بعد ثلاثة أشهر. أنجبا ثلاثة أبناء. في عام 2006، انتقلا إلى ليتل بيدوين، ويلتشاير، حيث نظم روز قبل 12 عامًا إزاحة الستار عن لوحة زرقاء في مسقط رأس توماس ويليس.

## الوفاة
توفي فرانك كليفورد روز في 1 نوفمبر 2012، عن عمر يناهز 86 عامًا. نُشر نعيه في التايمز، مونكس رول، المجلة الطبية البريطانية، سيفالجيا، مجلة تاريخ العلوم العصبية: وجهات نظر أساسية وسريرية.
نُشرت سيرته الذاتية، بعنوان: بأي اسم آخر، بعد وفاته.